# Samhällsbyggnadsbolaget i Norden
Samhällsbyggnadsbolaget i Norden AB (SBB) är en svensk fastighetskoncern. Koncernen grundades 2016 av den tidigare socialdemokratiske politikern Ilija Batljan. Inriktning för fastighetsbolaget är både bostäder och samhällsfastigheter. Totalt äger företaget drygt 13 000 lägenheter i Sverige, främst byggda under miljonprogrammet.

## Historia
Bolagets första förvärv skedde i maj 2016 med ett köp av 18 fastigheter Skaraborg.  I januari 2017 noterades bolaget på First North genom ett omvänt förvärv av det noterade bolaget Effnetplattformen. Vid noteringen ägde bolaget 455 fastigheter som totalt värderades till 10,7 miljarder kronor. Efter ett högt förvärvstempo hade fastighetsbeståndet i mitten av 2021 ökat till ett värde av 116 miljarder kronor. Samma år rankades företaget som störst i Sverige inom segmentet samhällsfastigheter och blev en av årets mest populära aktier bland privatpersoner på både Avanza och Nordnet med en kursutveckling på 122 %.
Med den höga inflationen och stigande räntor under 2022 började dock företagets höga skuldsättning utgöra ett problem för företaget. I februari publicerade dessutom blankarfirman Viceroy Research(en) en analysrapport som starkt ifrågasatte Samhällsbyggnadsbolagets dåvarande börsvärde. I sin rapport argumenterade Viceroy för att Samhällsbyggnadsbolaget hade en bristande bolagsstyrning där flera personer i ledningen och styrelsen hade stora investeringar i konkurrenter och gjorde egna fastighetsaffärer vid sidan av, gjorde orimliga uppvärderingar av hyresreglerade fastigheter samt vilseledde kring fastigheternas belåningsgrader med hjälp av hybridobligationer för att kunna dela ut orealiserade vinster till aktieägarna. Rapporten uppmärksammades av flera svenska och utländska medier. Samhällsbyggnadsbolaget bemötte kritiken i ett officiellt uttalande och menade att kritiken var obefogad och att Viceroys rapport byggde på okunskap om redovisning och den svenska fastighetsmarknaden.
Bolagets redovisning (vars revision sköttes av EY och kostade mer än revisionen av de fem största fastighetsbolaget tillsammans) var även föremål för kritik från andra håll. I ett uppmärksammat uttalande menade finansmannen Sven Hagströmer att företagets komplicerade struktur med olika dotterbolag gjorde bolaget så pass svårtydbart för investerare att företaget inte borde få finnas på börsen. I juni 2023 annonserade Finansinspektionen att de skulle undersöka om eventuella överträdelser av redovisningsregler har begåtts.